# Wipro Supernova
Wipro Supernova — серія високопродуктивних комп'ютерів, пропонованих компанією Wipro Infotech. Рішення представлено 2007 року. Спільна розробка з американською компанією ZRESEARCH.
Під брендом Supernova пропонуються рішення, застосовані раніше ZRESEARCH при створенні американського суперкомп'ютера Thunder.
Система початкового рівня коштує 2,5-2,8 млн індійських рупій.

## Особливості
Продукт пропонується для 3 сегментів ринку: початкового, середнього та високого рівня, які відрізняються продуктивністю та обсягом сховищ даних. Система початкового рівня має продуктивність 1 Тфлопс і сховище даних обсягом 4 ТБ. Системи високого рівня, за словами віце-президента підрозділу Wipro Personal Computing, мають продуктивність до сотень тисяч Тфлопс і сховища даних обсягом до багатьох сотень петабайт.
Основою серії є кластер із 4096 процесорів Intel Itanium 2 з продуктивністю до 20 Тфлопс. Суперкомп'ютер широко масштабується і може бути інтегрованим в існуючу обчислювальну інфраструктуру протягом 3 тижнів від моменту поставки.
Використовується програмне забезпечення компанії Gluster.

## Застосування
Комп'ютери серії Wipro Supernova використовуються в Індійській організації космічних досліджень, Інституті енергії та ресурсів, Індійському технологічному інституті в Канпурі, Інституті дослідження плазми в Ахмадабаді.